# Elena Risteska
Elena Risteska (makedonska: Елена Ристеска), född 27 april 1986 i Skopje, är en makedonisk sångerska och låtskrivare. Hon var Makedoniens representant i Eurovision Song Contest 2006 med låten Ninanajna. Hon tävlade i semifinalen och kom där på tionde plats med 76 poäng, vilket räckte för att hon skulle ta sig till finalen. Väl där slutade bidraget på tolfte plats med 56 poäng.